# Жидки
Жи́дки (рос. Жидки) — село у складі Петуховського округу Курганської області, Росія.
Населення — 342 особи (2010, 432 у 2002).
Національний склад станом на 2002 рік:
- росіяни — 93 %